# Andreas Dahlén
Micael Andreas Dahlén (Gävle, 11 dicembre 1982) è un ex calciatore svedese, di ruolo difensore.